# Nová Lesná
Nová Lesná (maďarsky Alsóerdőfalva, německy Neuwalddorf) je obec na Slovensku, v Prešovském kraji, pod Tatrami. V roce 2013 zde žilo 1 564 obyvatel. Obec těsně sousedí s osadou Dolný Smokovec, který je na rozdíl od Nové Lesné součástí města Vysoké Tatry.